# Gräberfeld von Hornåsen

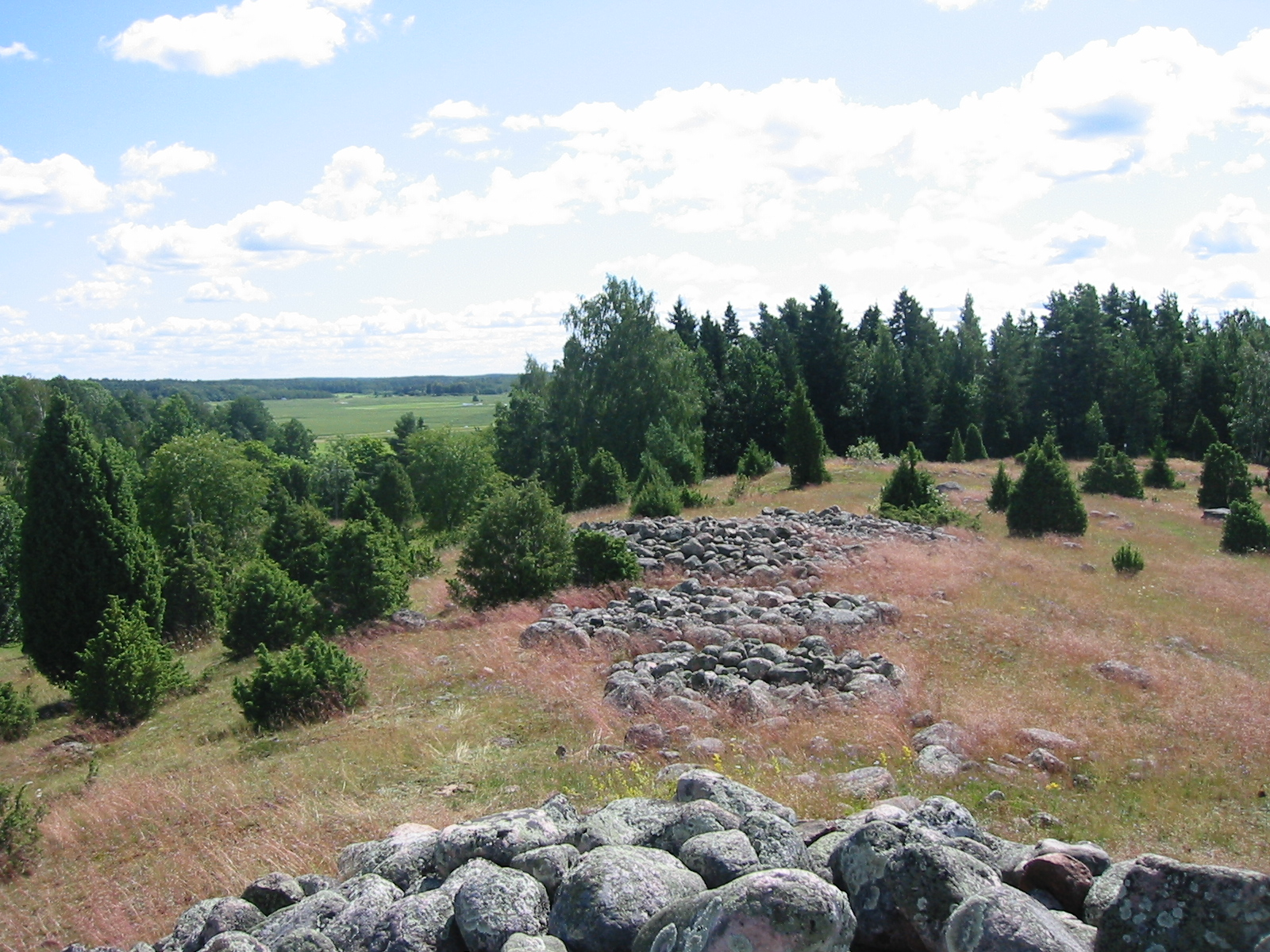
Gräberfeld von Hornåsen

Das Gräberfeld von Hornåsen am Os von Rytterne in Västerås liegt ein paar Kilometer südlich von Borgåsund in Västmanland in Schweden.
Auf dem Horn-Kamm liegt das mit 515 × 20–70 m größte Gräberfeld von Västmanlands län mit etwa 200 Gräbern von der Bronze- bis in die späte Eisenzeit. Sie bestehen aus sieben Rösen (eine davon rechteckig), zwei Grabhügeln, 187 runden und einer quadratischen Steinsetzung, zwei Schiffssetzungen, einem Treudd und einem Bautastein. Unter den Rösen ist die größte 2,3 m hoch und hat etwa 14,0 m Durchmesser.